# الحياة البرية في غانا

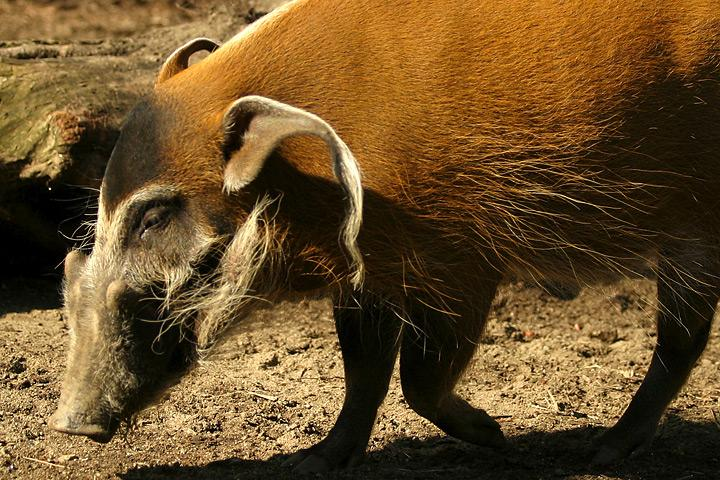
Red river hog

الحياة البرية في غانا تتشكل من تنوع حيوي بين الفلورة و الفونا.

## التنوع الحيوي

### الفطر
غانا هي موطن عدد لا يستهان به من أنواع الفطر تشمل: Aspergillus flavus; Athelia rolfsii; أذن يهوذا; Curvularia; Fusarium oxysporum; Fusarium solani f.sp. pisi؛ Gibberella intricans; Gibberella stilboides; و Macrophomina phaseolina. مجموع العدد الحقيقي لأنواع الفطر التي تقع في غانا هي في الآلاف وتعطى الإحصاء العام فقط عن 7 بالمئة لجميع الفطر المنشور عالميا ذلك يكون بعد الاكتشاف وتلك قيمة المعلومات المتوفرة التي لا تزال قليلة جدا.

### الفلورة
الفلورة في غانا تختلف مع لا أصلية و تقدم الفلورة أنواع معتبرة في غانا من التنوع الفلوري. مجموع البعض 3,600 نوعا من الأكثرية الموطنة في مركز الإقليم التي تمثل الأكثرية الثلث المجموعات تصنيف. تنوع الفلورا في الألفظ أكثر بين كاسيات البذور التي تمثل بالإفرط 2,974 أصلية و 253 نوعا متقدما في غانا. بين إختلف أنواع الغطاء النباتي في الغابة استوائية, والمبتل الدائم الخضرة تكون نوع الغابة في الجنوب الغربي لسهل أشنتي-قوه تعلو مستوى التوطين و الأنواع غنية في غانا.